# Eschborn-Francfort 2024
La 61e édition de l'Eschborn-Francfort (Grand Prix de Francfort) a lieu le 1er mai 2024. La course fait partie du calendrier UCI World Tour 2024 en catégorie 1.UWT.

## Présentation

### Parcours
Comme l'édition précédente, le parcours relie Eschborn à Francfort à travers la Hesse et les monts du Taunus sur une distance de 203,8 km. Malgré les deux longues montées du Feldberg et les trois passages au sommet de Mammolshain (2,3 km à 8 %) dont le dernier franchissement est situé à un peu plus de 37 kilomètres de l’arrivée, la course est souvent le terrain de chasse des sprinteurs.

### Équipes
| WorldTeams (14)- Alpecin-Deceuninck - Arkéa-B&B Hotels - Bahrain Victorious - Bora-Hansgrohe - Cofidis - Decathlon-AG2R La Mondiale - EF Education-EasyPost - Intermarché-Wanty - Lidl-Trek - Movistar Team - Soudal Quick-Step - Team dsm-firmenich PostNL - Team Jayco AlUla - UAE Team Emirates ProTeams (5)- Israel-Premier Tech - Lotto Dstny - Q36.5 Pro Cycling Team - Tudor Pro Cycling Team - Uno-X Mobility |
| |

## Classement final
| \| Classement général \| Classement général \| Classement général \| Classement général \| Classement général \| \| Coureur \| Coureur \| Pays \| Équipe \| Temps \| \| ------------------ \| -------------------- \| ------------------ \| ------------------------- \| ------------------ \| \| 1er \| Maxim Van Gils \| Belgique \| Lotto Dstny \| 4 h 46 min 48 s \| \| 2e \| Alex Aranburu \| Espagne \| Movistar Team \| + 0 s \| \| 3e \| Riley Sheehan \| États-Unis \| Israel-Premier Tech \| + 0 s \| \| 4e \| Lukas Nerurkar \| Royaume-Uni \| EF Education-EasyPost \| + 0 s \| \| 5e \| Roger Adrià \| Espagne \| Bora-Hansgrohe \| + 0 s \| \| 6e \| Kobe Goossens \| Belgique \| Intermarché-Wanty \| + 0 s \| \| 7e \| Kevin Vermaerke \| États-Unis \| Team dsm-firmenich PostNL \| + 0 s \| \| 8e \| Søren Kragh Andersen \| Danemark \| Alpecin-Deceuninck \| + 0 s \| \| 9e \| Marc Hirschi \| Suisse \| UAE Team Emirates \| + 0 s \| \| 10e \| Markus Hoelgaard \| Norvège \| Uno-X Mobility \| + 0 s \| |                      |             |                           |                 |
| |                      |             |                           |                 |
| Source : ProCyclingStats |                      |             |                           |                 |
| Classement général |                      |             |                           |                 |
| Coureur | Coureur              | Pays        | Équipe                    | Temps           |
| 1er | Maxim Van Gils       | Belgique    | Lotto Dstny               | 4 h 46 min 48 s |
| 2e | Alex Aranburu        | Espagne     | Movistar Team             | + 0 s           |
| 3e | Riley Sheehan        | États-Unis  | Israel-Premier Tech       | + 0 s           |
| 4e | Lukas Nerurkar       | Royaume-Uni | EF Education-EasyPost     | + 0 s           |
| 5e | Roger Adrià          | Espagne     | Bora-Hansgrohe            | + 0 s           |
| 6e | Kobe Goossens        | Belgique    | Intermarché-Wanty         | + 0 s           |
| 7e | Kevin Vermaerke      | États-Unis  | Team dsm-firmenich PostNL | + 0 s           |
| 8e | Søren Kragh Andersen | Danemark    | Alpecin-Deceuninck        | + 0 s           |
| 9e | Marc Hirschi         | Suisse      | UAE Team Emirates         | + 0 s           |
| 10e | Markus Hoelgaard     | Norvège     | Uno-X Mobility            | + 0 s           |

### Classements UCI
La course attribue des points au classement mondial UCI 2024 selon le barème suivant :
| Position           | 1er | 2e  | 3e  | 4e  | 5e  | 6e  | 7e | 8e | 9e | 10e | 11e | 12e | 13e | 14e | 15e à 20e | 21e à 30e | 31e à 50e | 51e à 55e | 56e à 60e |
| Classement général | 300 | 250 | 215 | 175 | 120 | 115 | 95 | 75 | 60 | 50  | 40  | 35  | 30  | 25  | 20        | 12        | 5         | 2         | 1         |

## Liste des participants
| Légende | Légende                                                                    | Légende | Légende                                                    |
| ------- | -------------------------------------------------------------------------- | ------- | ---------------------------------------------------------- |
| Num     | Dossard de départ porté par le coureur sur cet Eschborn-Francfort          | Pos     | Position à l'arrivée de la course                          |
|         | Indique un maillot de champion national ou mondial, suivi de sa spécialité | NP      | Indique un coureur qui n'a pas pris le départ de la course |
| AB      | Indique un coureur qui n'a pas terminé la course                           | HD      | Indique un coureur qui a terminé la course hors des délais |
| DSQ     | Indique un coureur qui a été disqualifié de la course                      |         |                                                            |

| Alpecin-Deceuninck ADC | Alpecin-Deceuninck ADC     | Alpecin-Deceuninck ADC |
| ---------------------- | -------------------------- | ---------------------- |
| Num                    | Coureur                    | Pos                    |
| 1                      | Søren Kragh Andersen (DEN) | 8e                     |
| 2                      | Juri Hollmann (GER)        | 46e                    |
| 3                      | Axel Laurance (FRA)        | 32e                    |
| 4                      | Xandro Meurisse (BEL)      | 86e                    |
| 5                      | Henri Uhlig (GER)          | 61e                    |
| 6                      | Stan Van Tricht (BEL)      | AB                     |
| 7                      | Luca Vergallito (ITA)      | 31e                    |

| Bora-Hansgrohe BOH | Bora-Hansgrohe BOH          | Bora-Hansgrohe BOH |
| ------------------ | --------------------------- | ------------------ |
| Num                | Coureur                     | Pos                |
| 11                 | Maximilian Schachmann (GER) | 34e                |
| 12                 | Roger Adrià (ESP)           | 5e                 |
| 13                 | Cesare Benedetti (POL)      | 72e                |
| 14                 | Emanuel Buchmann (GER)      | 23e                |
| 15                 | Marco Haller (AUT)          | 21e                |
| 16                 | Sergio Higuita (COL)        | 26e                |
| 17                 | Frederik Wandahl (DEN)      | 70e                |

| Q36.5 Pro Cycling Team Q36 | Q36.5 Pro Cycling Team Q36 | Q36.5 Pro Cycling Team Q36 |
| -------------------------- | -------------------------- | -------------------------- |
| Num                        | Coureur                    | Pos                        |
| 21                         | Matteo Badilatti (SUI)     | 27e                        |
| 22                         | Gianluca Brambilla (ITA)   | AB                         |
| 23                         | Fabio Christen (SUI)       | 56e                        |
| 24                         | David de la Cruz (ESP)     | 16e                        |
| 25                         | Alessandro Fancellu (ITA)  | AB                         |
| 26                         | Frederik Frison (BEL)      | 60e                        |
| 27                         | Jannik Steimle (GER)       | AB                         |

| UAE Team Emirates UAD | UAE Team Emirates UAD      | UAE Team Emirates UAD |
| --------------------- | -------------------------- | --------------------- |
| Num                   | Coureur                    | Pos                   |
| 31                    | Nils Politt (GER)          | 66e                   |
| 32                    | Filippo Baroncini (ITA)    | 53e                   |
| 33                    | Sjoerd Bax (NED)           | 37e                   |
| 34                    | Jan Christen (SUI)         | 15e                   |
| 35                    | Alessandro Covi (ITA)      | AB                    |
| 36                    | Marc Hirschi (SUI) (route) | 9e                    |
| 37                    | Diego Ulissi (ITA)         | 12e                   |

| Team dsm-firmenich PostNL DFP | Team dsm-firmenich PostNL DFP | Team dsm-firmenich PostNL DFP |
| ----------------------------- | ----------------------------- | ----------------------------- |
| Num                           | Coureur                       | Pos                           |
| 41                            | John Degenkolb (GER)          | 76e                           |
| 42                            | Patrick Eddy (AUS)            | AB                            |
| 43                            | Enzo Leijnse (NED)            | 83e                           |
| 44                            | Niklas Märkl (GER)            | AB                            |
| 45                            | Tim Naberman (NED)            | AB                            |
| 46                            | Frank van den Broek (NED)     | 20e                           |
| 47                            | Kevin Vermaerke (USA)         | 7e                            |

| Uno-X Mobility UXM | Uno-X Mobility UXM         | Uno-X Mobility UXM |
| ------------------ | -------------------------- | ------------------ |
| Num                | Coureur                    | Pos                |
| 51                 | Alexander Kristoff (NOR)   | 45e                |
| 52                 | Jonas Abrahamsen (NOR)     | 51e                |
| 53                 | Odd Christian Eiking (NOR) | 29e                |
| 54                 | Markus Hoelgaard (NOR)     | 10e                |
| 55                 | Ådne Holter (NOR)          | 28e                |
| 56                 | Rasmus Tiller (NOR)        | 79e                |
| 57                 | Søren Wærenskjold (NOR)    | 38e                |

| Israel-Premier Tech IPT | Israel-Premier Tech IPT   | Israel-Premier Tech IPT |
| ----------------------- | ------------------------- | ----------------------- |
| Num                     | Coureur                   | Pos                     |
| 61                      | Riley Sheehan (USA)       | 3e                      |
| 62                      | Derek Gee (CAN)           | 14e                     |
| 63                      | Mason Hollyman (GBR)      | 65e                     |
| 64                      | Hugo Houle (CAN)          | 71e                     |
| 65                      | Oded Kogut (ISR)          | AB                      |
| 66                      | Mads Würtz Schmidt (DEN)  | 54e                     |
| 67                      | Michael Schwarzmann (GER) | AB                      |

| Lidl-Trek TBL | Lidl-Trek TBL               | Lidl-Trek TBL |
| ------------- | --------------------------- | ------------- |
| Num           | Coureur                     | Pos           |
| 71            | Thibau Nys (BEL)            | 13e           |
| 72            | Giulio Ciccone (ITA)        | 36e           |
| 73            | Tim Declercq (BEL)          | 62e           |
| 74            | Fabio Felline (ITA)         | 59e           |
| 75            | Jacopo Mosca (ITA)          | AB            |
| 76            | Mathias Vacek (CZE) (route) | 47e           |
| 77            | Otto Vergaerde (BEL)        | 87e           |

| Lotto Dstny LTD | Lotto Dstny LTD         | Lotto Dstny LTD |
| --------------- | ----------------------- | --------------- |
| Num             | Coureur                 | Pos             |
| 81              | Maxim Van Gils (BEL)    | 1er             |
| 82              | Johannes Adamietz (GER) | 88e             |
| 83              | Jasper De Buyst (BEL)   | AB              |
| 84              | Thomas De Gendt (BEL)   | AB              |
| 85              | Pascal Eenkhoorn (NED)  | AB              |
| 86              | Arjen Livyns (BEL)      | AB              |
| 87              | Liam Slock (BEL)        | 49e             |

| Soudal Quick-Step SOQ | Soudal Quick-Step SOQ   | Soudal Quick-Step SOQ |
| --------------------- | ----------------------- | --------------------- |
| Num                   | Coureur                 | Pos                   |
| 91                    | Paul Magnier (FRA)      | AB                    |
| 92                    | Ayco Bastiaens (BEL)    | AB                    |
| 93                    | Gil Gelders (BEL)       | AB                    |
| 94                    | Yves Lampaert (BEL)     | 52e                   |
| 95                    | Fausto Masnada (ITA)    | 30e                   |
| 96                    | Pepijn Reinderink (NED) | 55e                   |
| 97                    | Warre Vangheluwe (BEL)  | 95e                   |

| EF Education-EasyPost EFE | EF Education-EasyPost EFE | EF Education-EasyPost EFE |
| ------------------------- | ------------------------- | ------------------------- |
| Num                       | Coureur                   | Pos                       |
| 101                       | Neilson Powless (USA)     | 22e                       |
| 102                       | Owain Doull (GBR)         | 80e                       |
| 103                       | Ben Healy (IRL) (route)   | 74e                       |
| 104                       | Lukas Nerurkar (GBR)      | 4e                        |
| 105                       | Darren Rafferty (IRL)     | 33e                       |
| 106                       | Jonas Rutsch (GER)        | 17e                       |
| 107                       | Jardi van der Lee (NED)   | AB                        |

| Team Jayco AlUla JAY | Team Jayco AlUla JAY   | Team Jayco AlUla JAY |
| -------------------- | ---------------------- | -------------------- |
| Num                  | Coureur                | Pos                  |
| 111                  | Caleb Ewan (AUS)       | AB                   |
| 112                  | Felix Engelhardt (GER) | 58e                  |
| 113                  | Anders Foldager (DEN)  | 41e                  |
| 114                  | Kelland O'Brien (AUS)  | 94e                  |
| 115                  | Mauro Schmid (SUI)     | AB                   |
| 116                  | Callum Scotson (AUS)   | 25e                  |
| 117                  | Max Walscheid (GER)    | 77e                  |

| Arkéa-B&B Hotels ARK | Arkéa-B&B Hotels ARK     | Arkéa-B&B Hotels ARK |
| -------------------- | ------------------------ | -------------------- |
| Num                  | Coureur                  | Pos                  |
| 121                  | Vincenzo Albanese (ITA)  | 57e                  |
| 122                  | Amaury Capiot (BEL)      | 92e                  |
| 123                  | Thibault Guernalec (FRA) | 93e                  |
| 124                  | Simon Guglielmi (FRA)    | 75e                  |
| 125                  | Laurens Huys (BEL)       | AB                   |
| 126                  | Mathis Le Berre (FRA)    | 67e                  |
| 127                  | Matîs Louvel (FRA)       | AB                   |

| Bahrain Victorious TBV | Bahrain Victorious TBV | Bahrain Victorious TBV |
| ---------------------- | ---------------------- | ---------------------- |
| Num                    | Coureur                | Pos                    |
| 131                    | Nikias Arndt (GER)     | AB                     |
| 132                    | Yukiya Arashiro (JPN)  | 84e                    |
| 133                    | Nicolò Buratti (ITA)   | 85e                    |
| 134                    | Matevž Govekar (SLO)   | 39e                    |
| 135                    | Jack Haig (AUS)        | NP                     |
| 136                    | Wout Poels (NED)       | 35e                    |
| 137                    | Cameron Scott (AUS)    | AB                     |

| Decathlon-AG2R La Mondiale DAT | Decathlon-AG2R La Mondiale DAT | Decathlon-AG2R La Mondiale DAT |
| ------------------------------ | ------------------------------ | ------------------------------ |
| Num                            | Coureur                        | Pos                            |
| 141                            | Sam Bennett (IRL)              | AB                             |
| 142                            | Edvald Boasson Hagen (NOR)     | 78e                            |
| 143                            | Dries De Bondt (BEL)           | 81e                            |
| 144                            | Sander De Pestel (BEL)         | 63e                            |
| 145                            | Stan Dewulf (BEL)              | 82e                            |
| 146                            | Pierre Gautherat (FRA)         | 42e                            |
| 147                            | Oliver Naesen (BEL)            | AB                             |

| Movistar Team MOV | Movistar Team MOV         | Movistar Team MOV |
| ----------------- | ------------------------- | ----------------- |
| Num               | Coureur                   | Pos               |
| 151               | Iván García Cortina (ESP) | 43e               |
| 152               | Alex Aranburu (ESP)       | 2e                |
| 153               | Mathias Norsgaard (DEN)   | 89e               |
| 154               | Manlio Moro (ITA)         | AB                |
| 155               | Vinicius Rangel (BRA)     | 90e               |
| 156               | Sergio Samitier (ESP)     | 18e               |
| 157               | Gonzalo Serrano (ESP)     | 44e               |

| Intermarché-Wanty IWA | Intermarché-Wanty IWA  | Intermarché-Wanty IWA |
| --------------------- | ---------------------- | --------------------- |
| Num                   | Coureur                | Pos                   |
| 161                   | Georg Zimmermann (GER) | 19e                   |
| 162                   | Kobe Goossens (BEL)    | 6e                    |
| 163                   | Gerben Kuypers (BEL)   | 69e                   |
| 164                   | Laurenz Rex (BEL)      | AB                    |
| 165                   | Lorenzo Rota (ITA)     | AB                    |
| 166                   | Mike Teunissen (NED)   | 40e                   |
| 167                   | Gijs Van Hoecke (BEL)  | AB                    |

| Tudor Pro Cycling Team TUD | Tudor Pro Cycling Team TUD   | Tudor Pro Cycling Team TUD |
| -------------------------- | ---------------------------- | -------------------------- |
| Num                        | Coureur                      | Pos                        |
| 171                        | Hannes Wilksch (GER)         | 73e                        |
| 172                        | Nils Brun (SUI)              | 93e                        |
| 173                        | Aloïs Charrin (FRA)          | AB                         |
| 174                        | Lucas Eriksson (SWE) (route) | 24e                        |
| 175                        | Miká Heming (GER)            | AB                         |
| 176                        | Simon Pellaud (SUI)          | 48e                        |
| 177                        | Joël Suter (SUI)             | 96e                        |

| Cofidis COF | Cofidis COF           | Cofidis COF |
| ----------- | --------------------- | ----------- |
| Num         | Coureur               | Pos         |
| 181         | Axel Zingle (FRA)     | 50e         |
| 182         | Piet Allegaert (BEL)  | AB          |
| 183         | Aimé De Gendt (BEL)   | 64e         |
| 184         | Alexis Gougeard (FRA) | AB          |
| 185         | Gorka Izagirre (ESP)  | 68e         |
| 186         | Jonathan Lastra (ESP) | 11e         |
| 187         | Ludovic Robeet (BEL)  | AB          |

| Alpecin-Deceuninck ADC | Alpecin-Deceuninck ADC     | Alpecin-Deceuninck ADC |
| ---------------------- | -------------------------- | ---------------------- |
| Num                    | Coureur                    | Pos                    |
| 1                      | Søren Kragh Andersen (DEN) | 8e                     |
| 2                      | Juri Hollmann (GER)        | 46e                    |
| 3                      | Axel Laurance (FRA)        | 32e                    |
| 4                      | Xandro Meurisse (BEL)      | 86e                    |
| 5                      | Henri Uhlig (GER)          | 61e                    |
| 6                      | Stan Van Tricht (BEL)      | AB                     |
| 7                      | Luca Vergallito (ITA)      | 31e                    |

| Bora-Hansgrohe BOH | Bora-Hansgrohe BOH          | Bora-Hansgrohe BOH |
| ------------------ | --------------------------- | ------------------ |
| Num                | Coureur                     | Pos                |
| 11                 | Maximilian Schachmann (GER) | 34e                |
| 12                 | Roger Adrià (ESP)           | 5e                 |
| 13                 | Cesare Benedetti (POL)      | 72e                |
| 14                 | Emanuel Buchmann (GER)      | 23e                |
| 15                 | Marco Haller (AUT)          | 21e                |
| 16                 | Sergio Higuita (COL)        | 26e                |
| 17                 | Frederik Wandahl (DEN)      | 70e                |

| Q36.5 Pro Cycling Team Q36 | Q36.5 Pro Cycling Team Q36 | Q36.5 Pro Cycling Team Q36 |
| -------------------------- | -------------------------- | -------------------------- |
| Num                        | Coureur                    | Pos                        |
| 21                         | Matteo Badilatti (SUI)     | 27e                        |
| 22                         | Gianluca Brambilla (ITA)   | AB                         |
| 23                         | Fabio Christen (SUI)       | 56e                        |
| 24                         | David de la Cruz (ESP)     | 16e                        |
| 25                         | Alessandro Fancellu (ITA)  | AB                         |
| 26                         | Frederik Frison (BEL)      | 60e                        |
| 27                         | Jannik Steimle (GER)       | AB                         |

| UAE Team Emirates UAD | UAE Team Emirates UAD      | UAE Team Emirates UAD |
| --------------------- | -------------------------- | --------------------- |
| Num                   | Coureur                    | Pos                   |
| 31                    | Nils Politt (GER)          | 66e                   |
| 32                    | Filippo Baroncini (ITA)    | 53e                   |
| 33                    | Sjoerd Bax (NED)           | 37e                   |
| 34                    | Jan Christen (SUI)         | 15e                   |
| 35                    | Alessandro Covi (ITA)      | AB                    |
| 36                    | Marc Hirschi (SUI) (route) | 9e                    |
| 37                    | Diego Ulissi (ITA)         | 12e                   |

| Team dsm-firmenich PostNL DFP | Team dsm-firmenich PostNL DFP | Team dsm-firmenich PostNL DFP |
| ----------------------------- | ----------------------------- | ----------------------------- |
| Num                           | Coureur                       | Pos                           |
| 41                            | John Degenkolb (GER)          | 76e                           |
| 42                            | Patrick Eddy (AUS)            | AB                            |
| 43                            | Enzo Leijnse (NED)            | 83e                           |
| 44                            | Niklas Märkl (GER)            | AB                            |
| 45                            | Tim Naberman (NED)            | AB                            |
| 46                            | Frank van den Broek (NED)     | 20e                           |
| 47                            | Kevin Vermaerke (USA)         | 7e                            |

| Uno-X Mobility UXM | Uno-X Mobility UXM         | Uno-X Mobility UXM |
| ------------------ | -------------------------- | ------------------ |
| Num                | Coureur                    | Pos                |
| 51                 | Alexander Kristoff (NOR)   | 45e                |
| 52                 | Jonas Abrahamsen (NOR)     | 51e                |
| 53                 | Odd Christian Eiking (NOR) | 29e                |
| 54                 | Markus Hoelgaard (NOR)     | 10e                |
| 55                 | Ådne Holter (NOR)          | 28e                |
| 56                 | Rasmus Tiller (NOR)        | 79e                |
| 57                 | Søren Wærenskjold (NOR)    | 38e                |

| Israel-Premier Tech IPT | Israel-Premier Tech IPT   | Israel-Premier Tech IPT |
| ----------------------- | ------------------------- | ----------------------- |
| Num                     | Coureur                   | Pos                     |
| 61                      | Riley Sheehan (USA)       | 3e                      |
| 62                      | Derek Gee (CAN)           | 14e                     |
| 63                      | Mason Hollyman (GBR)      | 65e                     |
| 64                      | Hugo Houle (CAN)          | 71e                     |
| 65                      | Oded Kogut (ISR)          | AB                      |
| 66                      | Mads Würtz Schmidt (DEN)  | 54e                     |
| 67                      | Michael Schwarzmann (GER) | AB                      |

| Lidl-Trek TBL | Lidl-Trek TBL               | Lidl-Trek TBL |
| ------------- | --------------------------- | ------------- |
| Num           | Coureur                     | Pos           |
| 71            | Thibau Nys (BEL)            | 13e           |
| 72            | Giulio Ciccone (ITA)        | 36e           |
| 73            | Tim Declercq (BEL)          | 62e           |
| 74            | Fabio Felline (ITA)         | 59e           |
| 75            | Jacopo Mosca (ITA)          | AB            |
| 76            | Mathias Vacek (CZE) (route) | 47e           |
| 77            | Otto Vergaerde (BEL)        | 87e           |

| Lotto Dstny LTD | Lotto Dstny LTD         | Lotto Dstny LTD |
| --------------- | ----------------------- | --------------- |
| Num             | Coureur                 | Pos             |
| 81              | Maxim Van Gils (BEL)    | 1er             |
| 82              | Johannes Adamietz (GER) | 88e             |
| 83              | Jasper De Buyst (BEL)   | AB              |
| 84              | Thomas De Gendt (BEL)   | AB              |
| 85              | Pascal Eenkhoorn (NED)  | AB              |
| 86              | Arjen Livyns (BEL)      | AB              |
| 87              | Liam Slock (BEL)        | 49e             |

| Soudal Quick-Step SOQ | Soudal Quick-Step SOQ   | Soudal Quick-Step SOQ |
| --------------------- | ----------------------- | --------------------- |
| Num                   | Coureur                 | Pos                   |
| 91                    | Paul Magnier (FRA)      | AB                    |
| 92                    | Ayco Bastiaens (BEL)    | AB                    |
| 93                    | Gil Gelders (BEL)       | AB                    |
| 94                    | Yves Lampaert (BEL)     | 52e                   |
| 95                    | Fausto Masnada (ITA)    | 30e                   |
| 96                    | Pepijn Reinderink (NED) | 55e                   |
| 97                    | Warre Vangheluwe (BEL)  | 95e                   |

| EF Education-EasyPost EFE | EF Education-EasyPost EFE | EF Education-EasyPost EFE |
| ------------------------- | ------------------------- | ------------------------- |
| Num                       | Coureur                   | Pos                       |
| 101                       | Neilson Powless (USA)     | 22e                       |
| 102                       | Owain Doull (GBR)         | 80e                       |
| 103                       | Ben Healy (IRL) (route)   | 74e                       |
| 104                       | Lukas Nerurkar (GBR)      | 4e                        |
| 105                       | Darren Rafferty (IRL)     | 33e                       |
| 106                       | Jonas Rutsch (GER)        | 17e                       |
| 107                       | Jardi van der Lee (NED)   | AB                        |

| Team Jayco AlUla JAY | Team Jayco AlUla JAY   | Team Jayco AlUla JAY |
| -------------------- | ---------------------- | -------------------- |
| Num                  | Coureur                | Pos                  |
| 111                  | Caleb Ewan (AUS)       | AB                   |
| 112                  | Felix Engelhardt (GER) | 58e                  |
| 113                  | Anders Foldager (DEN)  | 41e                  |
| 114                  | Kelland O'Brien (AUS)  | 94e                  |
| 115                  | Mauro Schmid (SUI)     | AB                   |
| 116                  | Callum Scotson (AUS)   | 25e                  |
| 117                  | Max Walscheid (GER)    | 77e                  |

| Arkéa-B&B Hotels ARK | Arkéa-B&B Hotels ARK     | Arkéa-B&B Hotels ARK |
| -------------------- | ------------------------ | -------------------- |
| Num                  | Coureur                  | Pos                  |
| 121                  | Vincenzo Albanese (ITA)  | 57e                  |
| 122                  | Amaury Capiot (BEL)      | 92e                  |
| 123                  | Thibault Guernalec (FRA) | 93e                  |
| 124                  | Simon Guglielmi (FRA)    | 75e                  |
| 125                  | Laurens Huys (BEL)       | AB                   |
| 126                  | Mathis Le Berre (FRA)    | 67e                  |
| 127                  | Matîs Louvel (FRA)       | AB                   |

| Bahrain Victorious TBV | Bahrain Victorious TBV | Bahrain Victorious TBV |
| ---------------------- | ---------------------- | ---------------------- |
| Num                    | Coureur                | Pos                    |
| 131                    | Nikias Arndt (GER)     | AB                     |
| 132                    | Yukiya Arashiro (JPN)  | 84e                    |
| 133                    | Nicolò Buratti (ITA)   | 85e                    |
| 134                    | Matevž Govekar (SLO)   | 39e                    |
| 135                    | Jack Haig (AUS)        | NP                     |
| 136                    | Wout Poels (NED)       | 35e                    |
| 137                    | Cameron Scott (AUS)    | AB                     |

| Decathlon-AG2R La Mondiale DAT | Decathlon-AG2R La Mondiale DAT | Decathlon-AG2R La Mondiale DAT |
| ------------------------------ | ------------------------------ | ------------------------------ |
| Num                            | Coureur                        | Pos                            |
| 141                            | Sam Bennett (IRL)              | AB                             |
| 142                            | Edvald Boasson Hagen (NOR)     | 78e                            |
| 143                            | Dries De Bondt (BEL)           | 81e                            |
| 144                            | Sander De Pestel (BEL)         | 63e                            |
| 145                            | Stan Dewulf (BEL)              | 82e                            |
| 146                            | Pierre Gautherat (FRA)         | 42e                            |
| 147                            | Oliver Naesen (BEL)            | AB                             |

| Movistar Team MOV | Movistar Team MOV         | Movistar Team MOV |
| ----------------- | ------------------------- | ----------------- |
| Num               | Coureur                   | Pos               |
| 151               | Iván García Cortina (ESP) | 43e               |
| 152               | Alex Aranburu (ESP)       | 2e                |
| 153               | Mathias Norsgaard (DEN)   | 89e               |
| 154               | Manlio Moro (ITA)         | AB                |
| 155               | Vinicius Rangel (BRA)     | 90e               |
| 156               | Sergio Samitier (ESP)     | 18e               |
| 157               | Gonzalo Serrano (ESP)     | 44e               |

| Intermarché-Wanty IWA | Intermarché-Wanty IWA  | Intermarché-Wanty IWA |
| --------------------- | ---------------------- | --------------------- |
| Num                   | Coureur                | Pos                   |
| 161                   | Georg Zimmermann (GER) | 19e                   |
| 162                   | Kobe Goossens (BEL)    | 6e                    |
| 163                   | Gerben Kuypers (BEL)   | 69e                   |
| 164                   | Laurenz Rex (BEL)      | AB                    |
| 165                   | Lorenzo Rota (ITA)     | AB                    |
| 166                   | Mike Teunissen (NED)   | 40e                   |
| 167                   | Gijs Van Hoecke (BEL)  | AB                    |

| Tudor Pro Cycling Team TUD | Tudor Pro Cycling Team TUD   | Tudor Pro Cycling Team TUD |
| -------------------------- | ---------------------------- | -------------------------- |
| Num                        | Coureur                      | Pos                        |
| 171                        | Hannes Wilksch (GER)         | 73e                        |
| 172                        | Nils Brun (SUI)              | 93e                        |
| 173                        | Aloïs Charrin (FRA)          | AB                         |
| 174                        | Lucas Eriksson (SWE) (route) | 24e                        |
| 175                        | Miká Heming (GER)            | AB                         |
| 176                        | Simon Pellaud (SUI)          | 48e                        |
| 177                        | Joël Suter (SUI)             | 96e                        |

| Cofidis COF | Cofidis COF           | Cofidis COF |
| ----------- | --------------------- | ----------- |
| Num         | Coureur               | Pos         |
| 181         | Axel Zingle (FRA)     | 50e         |
| 182         | Piet Allegaert (BEL)  | AB          |
| 183         | Aimé De Gendt (BEL)   | 64e         |
| 184         | Alexis Gougeard (FRA) | AB          |
| 185         | Gorka Izagirre (ESP)  | 68e         |
| 186         | Jonathan Lastra (ESP) | 11e         |
| 187         | Ludovic Robeet (BEL)  | AB          |